# 미샤구지

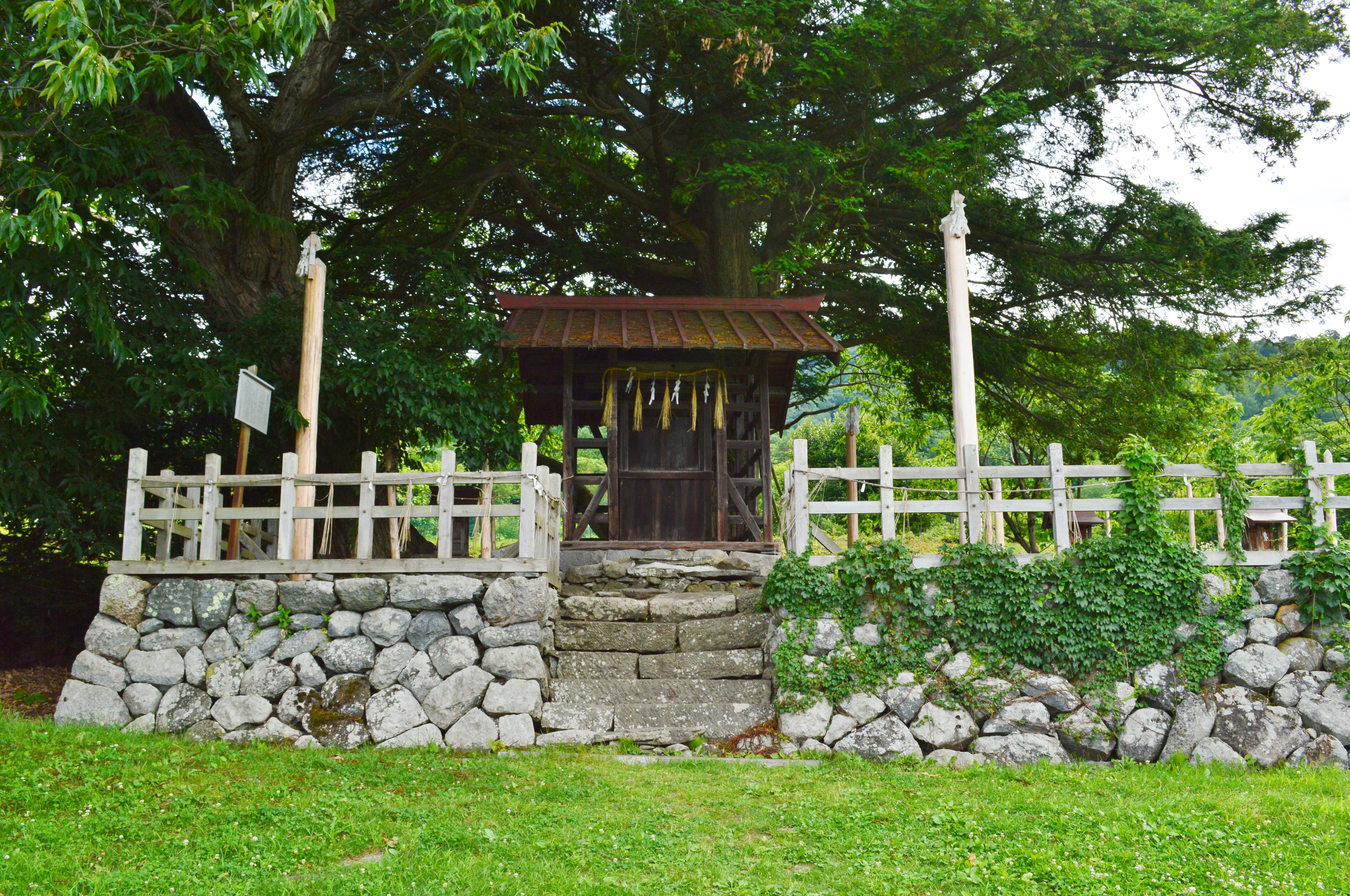
신장궁 모리야씨 저택(신장관 모리야 사료관)에 소재한 어두어사궁사총사(御頭御射宮司総社). 치노시 소재.

미샤구지(일본어: ミシャグジ)는 일본 중부지방을 중심으로 관동・근기지방 일부에서 믿는 민간신앙(미샤구지 신앙)에서 모시는 신 내지 정령이다. 나가노현의 스와 지역이 그 신앙진원지로 여겨지며, 실제로 스와 대사의 스와 신앙과 관련이 있을 것으로 생각도니다. 일본 전국 각지에 있는 영석을 신체로 삼는 석신신앙(石神信仰), 변방신・도조신 신앙과도 관련이 있다고도 생각된다.
미샤구지의 정체에 대해서는 다양한 설들이 있지만 해명되었다고 말하기는 어려워 아직 정설은 없다.

## 같이 보기
- 스와 대사
- 스와씨
- 성령
- 애니미즘
- 동방 프로젝트